# Fästan
Fästan är ett naturreservat i Kristianstads kommun i Skåne län. 
Området är naturskyddat sedan 2019 och är 50 hektar stort. Reservatet består av bokskog, alsumpskog, blandlövskog samt betesmarker. Det finns även partier med planterad tall- och granskog på före detta betesmark.